# فيضة بريبر
بريبر هي فيضة وبئر، ورِجلة في ناحية الشبكة في قضاء النجف بمحافظة النجف بالبادية العراقية غرب العراق، آبار البريبر في مجرى وادي الخر، في الشرق من الغرابية، وفي غربها منهل البريت.